# Asmodeusz (obraz Goi)

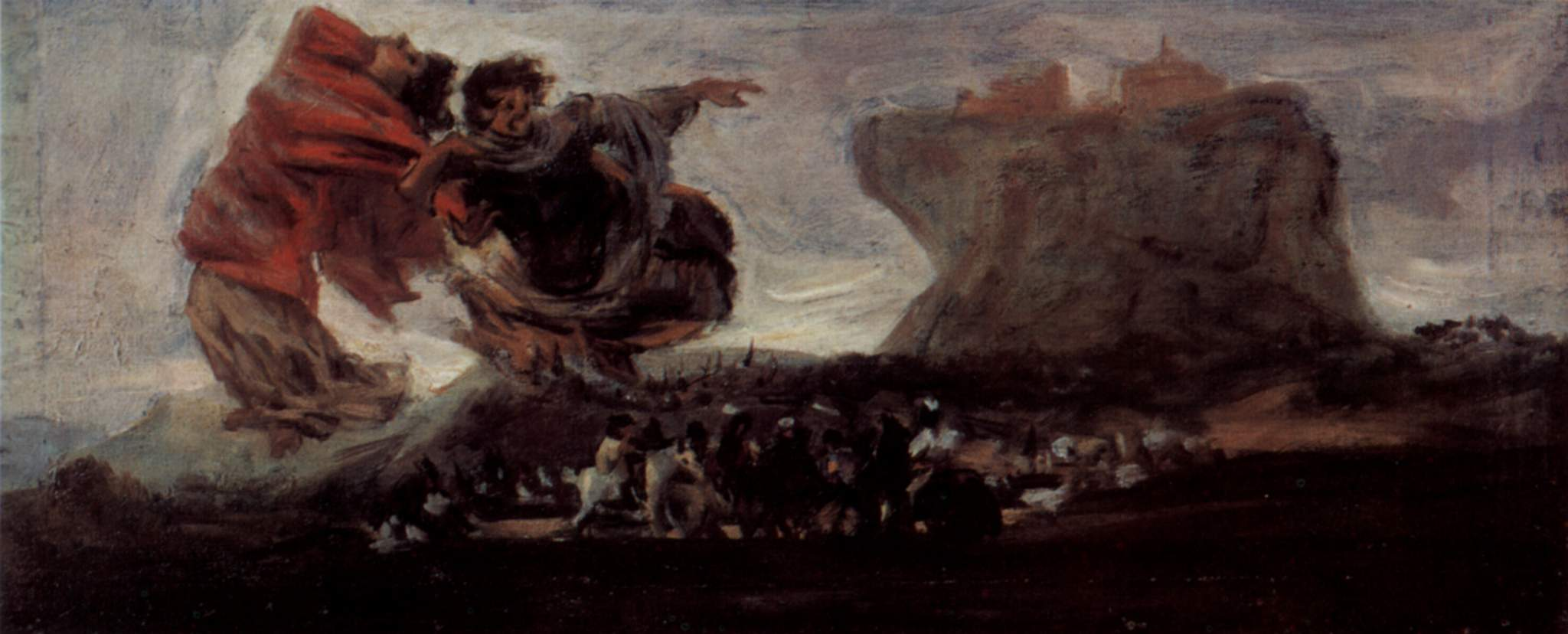
Asmodeusz, dawniej uważany za szkic przygotowawczy, obecnie za dzieło naśladowcy Goi

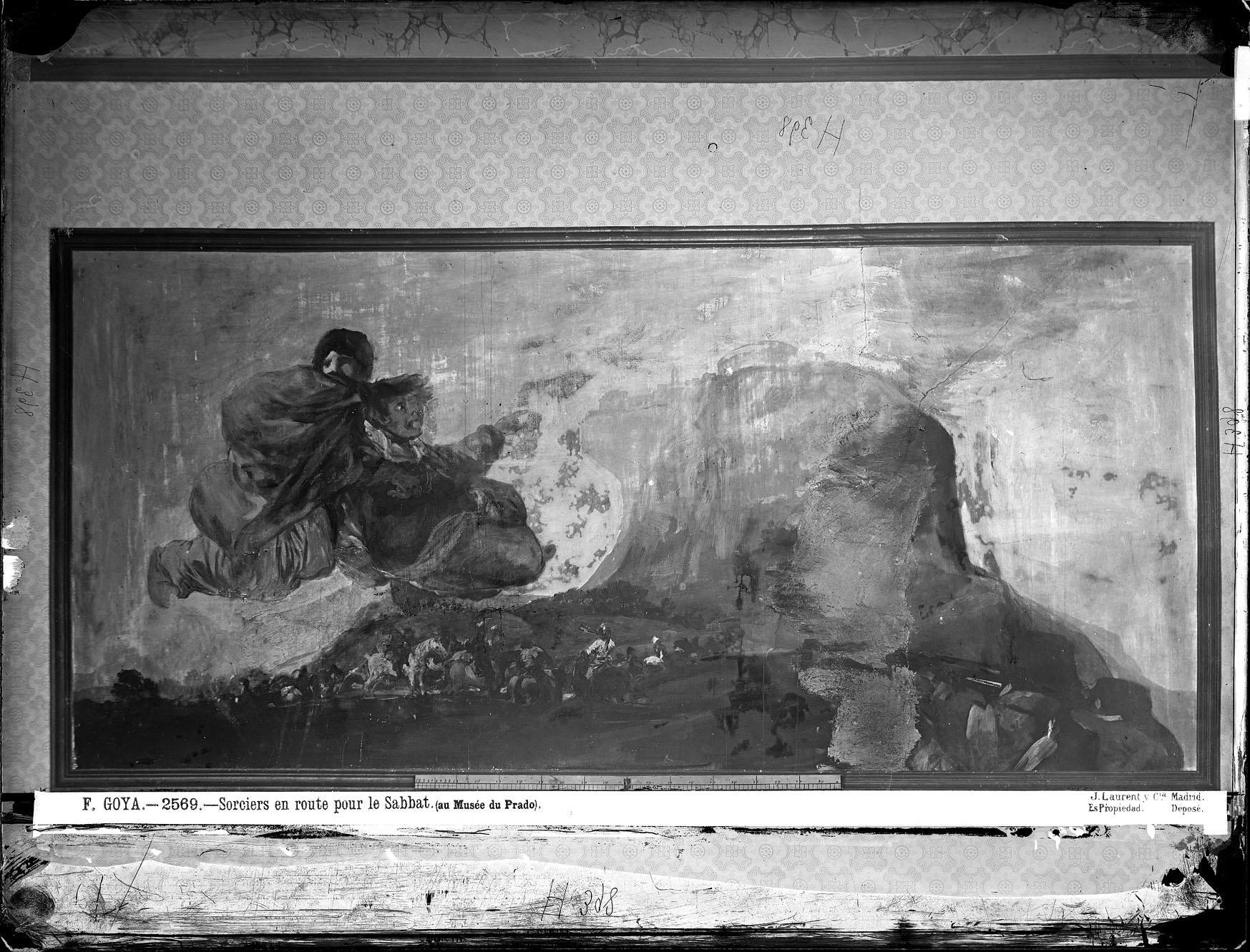
Asmodeusz na zdjęciu wykonanym przez Jeana Laurenta w domu Goi ok. 1874 r., zanim obraz został przeniesiony na płótno

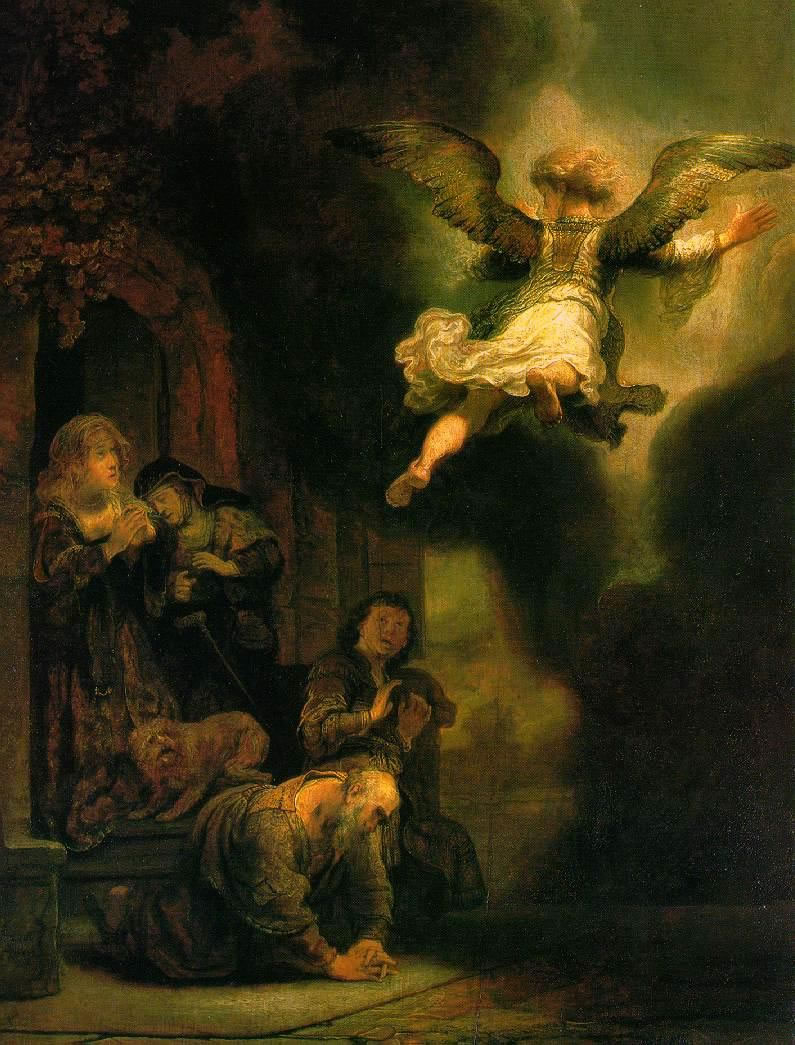
Archanioł Rafał opuszczający Tobiasza pędzla Rembrandta, 1637

Asmodeusz lub Wizja fantastyczna (hiszp. Asmodea lub Visión fantástica) – malowidło ścienne hiszpańskiego malarza Francisca Goi.

## Okoliczności powstania
To dzieło należy do cyklu 14 czarnych obrazów – malowideł wykonanych przez Goyę na ścianach jego domu Quinta del Sordo w latach 1819–1823. Zostały one sfotografowane przez Jeana Laurenta, a następnie przeniesione na płótna w latach 1874–1878 przez malarza Salvadora Martíneza Cubellsa. Obecnie znajdują się w zbiorach Muzeum Prado. Goya wykonał ten szczególny cykl obrazów na kilka lat przed śmiercią. Wyrażają one jego lęk przed starością i samotnością, są również satyrą na rodzaj ludzki i państwo hiszpańskie.

## Analiza
Przyjaciel Goi Antonio de Brugada przeprowadził inwentarz w Quinta del Sordo po śmierci artysty w 1828 roku. Nadał temu malowidłu roboczy tytuł Asmodeusz, wyznaczając w ten sposób linię interpretacyjną, która przetrwała do dziś. Na obrazie widoczne są unoszące się w powietrzu dwie enigmatyczne postaci, jedną z nich krytycy utożsamiają właśnie z demonem Asmodeuszem z biblijnej Księgi Tobiasza. W Księdze Tobiasza Asmodeusz zakochuje się w Sarze, córce Raguela i zabija siedmiu jej kolejnych mężów tuż po weselu, zanim młodzi zdążą skonsumować małżeństwo. Sara zakochuje się w młodzieńcu nazywanym Tobiaszem, który dzięki modlitwie uzyskuje wsparcie archanioła Rafaela w walce z demonem. Dzięki pomocy Rafaela udaje się uwolnić Sarę od demona. Asmodeusz symbolizuje tu destrukcyjną moc pożądania.
Na obrazie Goi postać w ciemnych szatach znajdująca się po prawej stronie wskazuje palcem wielką skałę, na której widoczny jest okrągły budynek (uznawany za świątynię lub arenę do walk byków) oraz szereg innych budynków z wieżami. W dolnej części obrazu widać ciemny krajobraz, na którym rozgrywa się wojenna scena. Na pierwszym planie w prawym dolnym rogu dwóch żołnierzy we francuskich mundurach mierzy z broni do oddalonej grupy jeźdźców. Fantastyczny świat unoszących się w powietrzu postaci zestawiony jest z realistycznym polem bitwy.
Istnieje również szkic przygotowawczy do malowidła o niewielkich rozmiarach (20 × 48,5 cm). Postać kobieca w czerwonej szacie jest tu o wiele bardziej dynamiczna, wyraźnie widać, że druga postać ciągnie ją za sobą. Możliwe, że to właśnie postać w czerni jest Asmodeuszem i nie została poprawnie rozpoznana przez Antonia de Brugada (hiszpańska Asmodea to żeńska wersja imienia demona, sugerująca, że jest nim kobieta).
Asmodeusz pojawia się również w hiszpańskiej sztuce teatralnej Luisa Véleza de Guevary El diablo Cojuelo z 1641 roku. Jest to sztuka satyryczna, w której diabeł Cojuelo porywa Cleofása w przestworza; unosząc się w powietrzu człowiek i demon obserwują ludzkie przywary. Według tej interpretacji Goya stworzył żeńską postać Asmodeusza (w czerwonej szacie przypisywanej diabłu), która na jego obrazie porywa Cleofása. Jednak ta interpretacja nie tłumaczy rozgrywającej się na ziemi bitwy.
Enrique Lafuente Ferrari próbuje połączyć oba tematy wyjaśniając, że Asmodeusz symbolizuje tu destrukcję wynikającą z hiszpańskiej wojny niepodległościowej, inwazji księcia d’Angoulême i przywrócenia Ferdynanda VII na hiszpański tron. Demon zniszczenia wskazuje palcem na typową miejscowość hiszpańską z zarysem areny do walk byków i kościoła, nad którą nadciąga katastrofa.
Valeriano Bozal przypomina dzieło Rembrandta Archanioł Rafał opuszczający Tobiasza. Przedstawienie tej sceny biblijnej jest tu zupełnie inne, dlatego Bozal podaje w wątpliwość fakt, że jedna z postaci przedstawia Asmodeusza. Na obrazie nie ma żadnych wskazówek, co do unoszących się w powietrzu postaci, ale jeśli jedną z nich jest Asmodeusz, będzie to postać w czerni. Obraz mógłby przedstawiać Asmodeusza uprowadzającego Sarę, gdyż postać w czerwonej szacie nie posiada cech demona. Inna możliwa interpretacja to uznanie obu postaci za wiedźmy.

## Technika
Górna część obrazu została namalowana lekkimi pociągnięciami pędzla z niewielką ilością farby i przy użyciu jaśniejszych kolorów. W dolnej części farba nałożona jest grubo, ciemne kolory przełamują przebłyski światła. Tak jak w przypadku innych czarnych malowideł paleta barw jest bardzo ograniczona, dominuje czerń, ochra, brąz i czerwień. Aby ukazać głębię i odległość, Goya użył zielono-niebieskich tonów przy malowaniu skały. To dzieło, podobnie jak cała seria, zawiera elementy właściwe dla XX-wiecznego ekspresjonizmu.